# Необичана
Необичана (на испански: La malquerida) е мексиканска теленовела от 2014 г., режисирана от Салвадор Гарсини и Хуан Карлос Муньос и продуцирана от Хосе Алберто Кастро за Телевиса. Версията, разработена от Химена Суарес, е базирана на едноименната пиеса от испанския драматург Хасинто Бенавенте.
В главните роли са Виктория Руфо, Ариадне Диас и Кристиан Майер. Специално участие вземат първите актьори Ракел Олмедо, Силвия Марискал и Игнасио Лопес Тарсо.
Историята проследява живота на Кристина и дъщеря ѝ Акасия. Когато Кристина остава вдовица, се омъжва за Естебан, който е отхвърлен от дъщеря ѝ. В действиетлност обаче между него и Акасия се поражда дълбока любов, която и двамата прикриват зад маската на враждебността. Най-лошото идва, когато Естебан започва да се отървава от всички мъже, които заобикалят Акасия.
Теленовелата има три алтернативни финала заради критиките и коментарите, породени от връзката между Естебан и Акасия.

## Сюжет
Акасия губи баща си Алонсо при инцидент, докато той язди кон. Кристина, майка ѝ и неговата съпруга, внезапно овдовяла, научава, че съпругът ѝ е ипотекирал хасиендата, за да покрие разходите за посевите и добитъка. Като не намира решение за проблема, тя решава да продаде хасиендата и да замине да живее при родителите си заедно със своята дъщеря. Хасиендата е спасена от Естебан, който работи в нея. След толкова много усилия от страна на Кристина и Естебан, те успяват да издигнат отново хасиенда „Бенавенте“ и двамата започват да изпитват „голямо сантиментално привличане“. Акасия, която е още момиче, не може да разбере любовта, която изпитват майка ѝ и Естебан. Тя още не може да преодолее скорошната загуба на баща си и изпълнена с омраза прави всичко възможно да напусне хасиендата, докато Хуан Карлос и Елена, родителите на Кристина, убеждават Кристина, че е най-добре Акасия да отиде да живее пре тях, докато успее да преодолее смъртта на баща си и да може да приеме връзката на майка си с Естебан.
Минават десет години, но омразата и негодуванието на Акасия към Естебан не са се променили. Връщайки се в хасиендата като красива жена, първият, който я вижда е Естебан, който не я разпознава. Акасия е предизвикателна и дава ясно да се разбере, че е собственик на хасиендата. Въпреки това между двамата започва да се появява скрита любов, която подлудява Естебан, който започва да прогонва всеки мъж, който се приближи до Акасия, превръщайки я в необичана. Това обаче не е единствената тема, с която историята се занимава, засягат се въпроси като проституцията, на които Алехандра трябва да бъде подчинена в продължение на много години; и различните проблеми, които могат да бъдат породени в едно семейство от липсата на комуникация, какъвто е случаят с Норберто и Хулиана.
Финал
Акасия и Кристина водят напрегнат разговор, не като майка и дъщеря, а като жена с жена. Кристина ѝ казва, че няма да може да ѝ прости, а Акасия ѝ съобщава, че ще напусне страната, за да не я безпокои. Естебан е издирван от полицията, тъй като е основният заподозрян в смъртта на Мануел. Обсебен от лудостта, той връща се в „Бенавенте“ с цел да отведе със себе си Акасия. Заплашва майката и дъщерята с пистолет и признава, че е убил Мануел с мачете и че той е виновен за смъртта на Алонсо, първия съпруг на Кристина и баща на Акасия. Научавайки истината, двете са обхванати от гняв и безсилие. В това време пристигат Норберто, Ектор и Улисес; първият, който си урежда сметките с Естебан, защото вече е наясно, че Естебат отнел живота на сина му, а другите двама с новината, че полицията е на път. Настъпва бъркотия, в която Акасия е простреляна. Семейството се моли за нея, а Естебан е заловен от полицията. Акасия се появява на сватбата на Алехандра, нейната най-добра приятелка, и Херман, въпреки че Данило е правил всичко възможно, за да ги раздели.
В затвора Данило е изгорен жив от съкилийниците си, а Браулио прави последно посещение на Естебан, като му дава снимка на Акасия и му казва, че тази прелюбодейна любов най-накрая го е унищожила. Естебан плаче, притискайки снимката на любимата си. Накрая Кристина прощава на дъщеря си, която от своя страна получава шанс с Улисес, който е истинската любов на живота ѝ. Ектор оставя самолетен билет на Кристина, в случай че иска да го последва в Италия. Майка и дъщеря се прегръщат и вървят напред, избягвайки миналото, в което всяко от тях по свой начин е била необичана.

## Актьори
- Виктория Руфо – Кристина Малдонадо Рейес вдовица де Ривас / де Домингес
- Ариадне Диас – Акасия Ривас Малдонадо
- Кристиан Майер – Естебан Домингес Пара
- Африка Савала – Алехандра Силва / Туркеса
- Артуро Пениче – Ектор Робледо
- Гилермо Гарсия Канту – Норберто Паласиос Ринкон
- Алберто Естрея – Данило Варгас
- Нора Салинас – Хулиана Салмерон де Паласиос
- Сабина Мусиер – Еделмира Лопес / Перла
- Мане де ла Пара – Улисес Торес Гаярдо
- Игнасио Лопес Тарсо – Хуан Карлос Малдонадо
- Ракел Олмедо – Роса Молина
- Силвия Марискал – Елена Рейес де Малдонадо
- Фабиан Роблес – Браулио Хименес
- Освалдо де Леон – Херман Паласиос Салмерон
- Брандон Пениче – Мануел Паласиос Салмерон
- Тоньо Маури – Андрес Виванко
- Лупита Джонс – Кармен Гаярдо вдовица де Торес
- Химена Гомес – Луиса Валеро Молина
- Гонсало Пеня – Артуро Торес Гаярдо
- Джошуа Гутиерес – Мемо
- Мишел Рамалия – Нурия Васкес
- Марица Оливарес – Олга
- Одемарис Руис – Хуана / Хулианита
- Алексия Васкес – Катя
- Андреа Гереро – Лиси
- Марсело Кордоба – Алонсо Ривас
- Миранда Сид – Акасия Ривас Малдонадо (дете)
- Даниела Гарсия – Луиса Валеро Молина (дете)
- Аранца Руис – Ана Алехандра Силва (дете)
- Алехандро Фелипе – Карлос Силва

## Премиера
Премиерата на Необичана е на 2 юни 2014 г. по Canal de las Estrellas. Последният 116. епизод е излъчен на 9 ноември 2014 г.

## Награди и номинации
Награди TVyNovelas (2015)
| Категория                           | Номиниран(а)   | Резултат   |
| ----------------------------------- | -------------- | ---------- |
| Най-добра актриса в главна роля     | Ариадне Диас   | Номинирана |
| Най-добър актьор в отрицателна роля | Алберто Естрея | Номиниран  |
| Най-добра актриса в поддържаща роля | Африка Савала  | Номинирана |
| Най-добър актьор в поддържаща роля  | Фабиан Роблес  | Номиниран  |
| Най-добър млад актьор               | Брандон Пениче | Номиниран  |

Награди Bravo
| Година | Категория             | Номиниран           | Резултат |
| ------ | --------------------- | ------------------- | -------- |
| 2015   | Най-добър пръв актьор | Игнасио Лопес Тарсо | Печели   |

## Представления и адаптации

### Театър
- 1913 (Премиера). В ролите: Мария Гереро, Фернандо Диас де Мендоса, Ернесто Вилхес, Мария Фернанда Ладрон де Гевара, Ирене Лопес Ередия, Кармен Руис Морагас, Рикардо Хусте.
- 1930. В ролята: Мария Тереса Монтоя.
- 1933. В ролята: Ана Адамус.
- 1935. В ролята: Лола Мембривес.
- 1957. Режисура: Клаудио де ла Торе. В ролите: Мария Исабел Паярес, Мария Рус, Пепита К. Веласкес, Ана Адамус, Виктория Родригес, Мария дел Кармен Диас де Мендоса, Анхел Пикасо, Луиса Сала, Рафаел Алонсо, Емилио Менендес, Рамон Корото.
- 1974: Режисура: Хуан Гереро Самора. В ролите: Кармен Бернардос, Хуан Луис Галиардо, Елиса Рамирес, Ана дел Арко, Франсиско Марсо, Алберто Бобе, Мигел Анхел.
- 1977: Режисура: Енрике Алварес Диосдадо. В ролите: Амелия де ла Торе, Енрике Диосдадо, Анхел Кесада, Роса Фонтана, Ана Мария Мендес, Майте Тохар, Рикардо Алпуенте.
- 1988. Режисура: Мигел Нарос. В ролите: Ана Марсоа, Хосе Падро Карион, Елио Педрегал, Аитана Санчес-Хихон, Кармело Гомес, Маргарита Калаора, Анхел де Андрес.
- 1996. (Музикална адаптация). Режисура: Алфредо Маняс. В ролите: Есперанса Рой, Даниел Фернандес, Есперанса Лара.
- 2000. Режисура: Хоакин Вида. В ролите: Нати Мистрал, Карлос Байестерос, Мар Бордайо, Кармен Серано.

### Кино
- 1914. Режисура: Рикардо де Боланьос. В ролите: Антония Аревало, Франсиско Фуентес, Кармен Муньос Гар.
- 1939. Режисура: Хосе Лопес Рубио. В ролите: Тарсила Криадо, Хулио Пеня, Лучи Сото, Хесус Тордесияс.
- 1949. Адаптация: Емилио Фернандес и Маурисио Магдалено. Режисура: Емилио Фернандес. В ролите: Долорес дел Рио, Педро Армендарис и Колумба Домингес.

### Телевизия
- 1968. В ефира на TVE. В ролите: Мари Карийо, Нурия Торай, Антонио Касас, Хосе Мария Прада.
- 1977. В ефира на TVE. В ролите: Амелия де ла Торе, Енрике Диосдадо, Роса Фонтана, Анхел Кесада.
- 2006. В ефира на TVE. В ролите: Мерседес Сампиетро, Хосе Коронадо, Алба Алонсо, Ева Леон Конде, Хулия Трухийо, Мария Елена Флорес.